# Jason Walmsley
Jason Walmsley is een Australisch waterskiër.

## Levensloop
Walmsley werd in 2007 wereldkampioen in de Formule 1 van het waterski racing.

## Palmares
- Wereldkampioenschap: 2007